# Volker Krumm
Volker Krumm (* 23. Dezember 1934 in Heidelberg; † 11. Januar 2020) war ein deutsch-österreichischer Pädagoge und Erziehungswissenschaftler. Von 1981 bis zu seiner Emeritierung 2001 lehrte er an der Universität Salzburg. Zu seinen Forschungsschwerpunkten gehörten u. a. die Kooperation von Eltern und Lehrern sowie der Machtmissbrauch von Lehrern.

## Werdegang
Krumm studierte zunächst Wirtschaftswissenschaften, Erziehungswissenschaft und Deutsche Literatur an der Universität Mannheim und wurde anschließend wissenschaftlicher Assistent am dortigen Institut für Erziehungswissenschaft. Mit seiner Forschungsarbeit zum Thema „Zukunftsvorstellungen kaufmännischer Berufsschulabsolventen“ promovierte er 1965 an der Universität Mannheim zum Dr. phil.
Nach Referendariat, Staatsexamen sowie verschiedenen Lehrtätigkeiten wurde er 1972 als Professor an das Institut für allgemeine Erziehungswissenschaft der Universität Düsseldorf berufen. 1981 folgte er der Berufung an das Institut für allgemeine Erziehungswissenschaft der Universität Salzburg. Dort leitete er bis zu seiner Emeritierung die Abteilung für Bildungsforschung und Pädagogische Beratung. 1994 war Krumm als Gastprofessor an der National Taipei University in Taiwan tätig. 2001 war er als Gastprofessor an der East China Normal University in Schanghai in der Volksrepublik China. Neben seinen wissenschaftlichen Arbeiten hat er sich für ein „fahrradgerechtes Salzburg“ eingesetzt, ebenso hat er sich öffentlich für eine menschenwürdige Behandlung von Migranten in der Justizanstalt Salzburg (der sog. „Schanzlalm“) engagiert.
Seit 1962 war er mit der Psychotherapeutin Brunhild Krumm, geb. Keller, verheiratet.

## Forschung
Zu seinen Forschungsthemen zählt der Machtmissbrauch von Lehrern. Seine 2003 erschienene Studie „Wie Lehrer Schüler disziplinieren. Zur ‚Schwarzen Pädagogik‘“ wird vom Leibniz-Institut für Bildungsforschung und Bildungsinformation in Frankfurt am Main wie folgt zusammengefasst: „Auch Lehrer können unterrichtliche und erzieherische Prozesse in der Schule stören, insbesondere dann, wenn sie bestimmten Schülermerkmalen und erwartungswidrigen Verhaltensweisen mit aversiven Maßnahmen begegnen. Wie häufig und vielfältig solch ‚undiszipliniertes‘ Lehrerverhalten vorkommt und wie nachhaltig negativ es sich auswirkt, belegen umfangreiche Befragungen bei Schülern, Studenten, Eltern und Lehrern.“

## Schriften
- Klaus Beck und Volker Krumm: Wirtschaftskundlicher Bildungs-Test. Hogrefe, Verlag für Psychologie, Göttingen 1998
- Gunther Eigler und Volker Krumm: Zur Problematik der Hausaufgaben. Beltz, Weinheim, Basel 1979, Neuausgabe
- Volker Krumm: Auswirkungen des Blockunterrichts auf Einstellungen von Berufsschülern und Berufsschullehrern. Schroedel, Hannover, Dortmund, Darmstadt, Berlin 1978
- Volker Krumm: Wirtschaftslehreunterricht. Klett, Stuttgart 1973, 1. Auflage
- Gunther Eigler und Volker Krumm: Zur Problematik der Hausaufgaben. Beltz, Weinheim, Basel 1972
- Volker Krumm: Das Zukunftsbild der Jugend. Beltz, Weinheim/Bergstr. 1967
- Volker Krumm: Die Zukunftsvorstellungen kaufmännischer Berufsschulabsolventen. Mannheim 1966